# West Midlands (comitat)
West Midlands este un comitat în centrul Angliei ce cuprinde zona metropolitană a orașului Birmingham.

## Orașe
- Aldridge
- Bloxwich
- Bilston
- Birmingham
- Blackheath
- Brierley Hill
- Brownhills
- Coventry
- Darlaston
- Dudley
- Halesowen
- Oldbury
- Rowley Regis
- Sedgley
- Smethwick
- Solihull
- Stourbridge
- Sutton Coldfield
- Tipton
- Walsall
- Willenhall
- Wednesfield
- Wednesbury
- West Bromwich
- Wolverhampton

1. ↑   http://ons.maps.arcgis.com/home/item.html?id=a79de233ad254a6d9f76298e666abb2b Lipsește sau este vid: |title= (ajutor)